# Jeanne du Barry – A szerető
A Jeanne du Barry – A szerető egy 2023-ban bemutatott francia-brit-belga koprodukcióban készült történelmi filmdráma Maïwenn rendezésében. A forgatókönyvet Maïwenn és Teddy Lussi-Modeste írta. A főbb szerepeket Johnny Depp, Maïwenn, Benjamin Lavernhe  és Pierre Richard játssza.
Cselekményének középpontjában Madame du Barry, a francia történelem egyik leghíresebb és leggazdagabb kurtizánja áll, aki intelligenciáját és vonzerejét használja fel a társadalmi felemelkedésére, és végül XV. Lajos hivatalos királyi szeretője lesz.
A film világpremierje 2023. május 16-án volt a 76. cannes-i fesztivál nyitófilmjeként. Ugyanaznap került a francia mozikba, majd 15 hónappal később mutatja be a Netflix. Magyarországi mozibemutatójára 2023. október 12-én került sor az ADS Service forgalmazásában.

## Cselekménye
Jeanne Gommard de Vaubernier, valódi nevén Jeanne Bécu, egy utcalány, aki Barry grófjának szeretője, majd felesége lett. A társadalmi felemelkedésre vágyó nő sikeresen használja fel vonzerejét. Férje, aki időközben Jeanne gáláns kalandjainak köszönhetően rendkívül meggazdagodott, Richelieu hercegén keresztül felajánlja őt XV. Lajos királynak. A befolyásos hercegnek sikerül is megszerveznie a találkozót, ami felülmúlja előzetes várakozásait: XV. Lajos és Jeanne között első látásra szerelem született. Csakhogy a király még mindig házas, lányai pedig nagyon vigyáznak arra, hogy apjuk ne szeghesse meg a papság és a monarchia által felállított szabályokat. Az udvarhölgy karjaiban azonban a király újra felfedezi az élet ízét – olyannyira, hogy nem bír nélküle meglenni, ezért úgy dönt, hivatalos királyi szeretővé teszi. Csakhogy a királyi udvart megbotránkoztatja, hogy egy, a köznép soraiból származó utcalány akar Madame de Pompadour nyomdokaiba lépni. Ez utóbbinak három lánya szinte őrjöng a dühtől, még a trónörökös hitvese, Marie-Antoinette is rosszallását fejezi ki.

## Főszereplők
| Szereplő          | Színész            | Magyar hang   |
| ----------------- | ------------------ | ------------- |
| Jeanne du Barry   | Maïwenn            |               |
| XV. Lajos         | Johnny Depp        | Király Attila |
| La Borde          | Benjamin Lavernhe  |               |
| Barry grófja      | Melvil Poupaud     |               |
| Richelieu hercege | Pierre Richard     |               |
| Aiguillon hercege | Pascal Greggory    |               |
| Adélaïde          | India Hair         |               |
| Victoire          | Suzanne de Baecque |               |
| Louise            | Capucine Valmary   |               |
| a trónörökös      | Diego Le Fur       |               |
| Marie-Antoinette  | Pauline Pollmann   |               |
| Mercy             | Micha Lescot       |               |
| Noailles grófnője | Noémie Lvovsky     |               |
| Sophie            | Laura Le Velly     |               |

## A film készítése
2022 januárjában adta hírül a média, hogy Johnny Depp, a válása körüli botrány miatt Hollywoodban egy ideje persona no gratának számító színész Franciaországban tér vissza a filmezéshez. A versailles-i kastélyban fog forgatni, miután Maïwenn francia színész-rendező felkérte XV. Lajos király szerepére Jeanne Du Barry című kosztümös drámájában. Májusban, a 2022-es cannes-i fesztivál előtt további szereplők neve tudódott ki: Louis Garrel (ő végül is nem játszott), Pierre Richard és Noémie Lvovsky, továbbá az, hogy a Wild Bunch páneurópai független filmforgalmazó cég eladja a filmet a cannes-i Filmvásáron. 2022 júliusára nyilvánosságra került további szereplők neve is (Benjamin Lavernhe, Melvil Poupaud, Pascal Greggory és India Hair), továbbá az, hogy a film francia nyelvű lesz, s a forgatási idő 11 hét. A gyártásban a párizsi székhelyű Why Not Productions mellett részt vesz a France 2 Cinéma, France 3 Cinéma, a Dardenne testvérek belga Les Films du Fleuve cége, valamint Johnny Depp brit produkcis cége, a IN.2 Film. Franciaországban SVOD-n forgalmazza a Netflix.
A film forgatása 2022. július 26-án kezdődött el Versailles-ban és más Párizs-környéki kastélyban, például Vaux-le-Vicomte-ban, és 11 hétig tartott. Augusztus 10-én a francia produkciós cég közzétette az első fotót Deppről XV. Lajos szerepében.
Maïwenn 2022. december 31-én adta első interjúját a filmről. Ebben Sofia Coppola 2006-os Marie Antoinette című filmjére utalva elmondta, hogy az ő rendezésében készülő film nem lesz „sem popos, sem rockos”, viszont ő is eléggé szabadon kezelte a történetet, és számol azzal, hogy emiatt a „puristák” kritizálni fogják őt. Számára elsősorban a karakter volt fontos; mint mondta: „Mesét akartam készíteni egy csodálatos lúzer nőről, aki a vesztébe rohan”.
A rendezőnő eredetileg két francia színésznek szánta a király szerepét, de miután visszautasították, egy barátja tanácsára számba vette elképzeléseit. Ő olyan összetett személyiséget keresett, aki egyszerre szép és pusztító; és mindenekelőtt olyan, aki előtt akaratlanul is meghajol, ha belép a szobába. Ekkor azonnal Johnny Depp jutott eszébe. Küldött egy egyszerű e-mailt az ügynökének. Két héttel később találkoztak Londonban, ahol Depp „készségesnek, nagylelkűnek és szenvedélyesnek” mutatkozott. A franciát ritkán használó amerikai színész a lehető legtöbbet dolgozott kiejtése csiszolásán. A forgatás alatt „nagyon szerette az átalakulást; igazi kaméleonként folyton a karakter lényegét kereste”. „A kifejezőkészsége volt a leglenyűgözőbb: a párbeszéd nélküli jelenetekben az arca sok érzelmet tükrözött”.
Ugyanakkor más forrásokból tudható, hogy a kezdeti jó kapcsolat Depp és Maïwenn között a forgatás végére megromlott, már alig tudtak kijönni egymással; mint a stábtól származó információk alapján egy televíziós műsorvezető fogalmazott: „Ez őrület. Elegük van. Nagyon rosszul megy. Folyamatosan veszekszenek”.
2023 januárjában a Dzsiddában megrendezett Vörös-tengeri Nemzetközi Filmfesztivál igazgatója bejelentette, hogy a rendezvényt szervező Red Sea Film Foundation anyagilag támogatja a filmet.
A francia Nemzeti Film- és Mozgóképközpont (CNC) nemek egyenlőségét figyelő részlege 2023. március 30-i tanulmánya szerint a Jeanne du Barry – A szerető a 2022-ben jóváhagyott „francia kezdeményezésű filmek” (FIF) azon harmadába tartozik, amelyet – önállóan vagy társrendezőként – nő rendezett, és hogy egyike a 10 millió eurót meghaladó költségvetésű három francia filmnek. A film költségvetése meghaladta a 20 millió eurót (22,4 m USD).